# Hydroxyethylmethacrylat
2-Hydroxyethylmethacrylat, kurz HEMA, ist eine chemische Verbindung aus der Gruppe der substituierten Carbonsäureester und Alkohole.

## Gewinnung und Darstellung
2-Hydroxyethylmethacrylat wird durch Umsetzung von Methacrylsäure mit Ethylenoxid in Gegenwart von Hydrochinon dargestellt. 1999 wurden weltweit etwa 42.000 t hergestellt. Damit gehört 2-Hydroxyethylmethacrylat zu den chemischen Substanzen, die in großen Mengen hergestellt werden („High Production Volume Chemical“, HPVC) und für die von der Organisation für wirtschaftliche Zusammenarbeit und Entwicklung (OECD) eine Datensammlung zu möglichen Gefahren („Screening Information Dataset“, SIDS) angefertigt wurde.

## Eigenschaften
2-Hydroxyethylmethacrylat ist eine schwer entzündliche, farblose Flüssigkeit mit fruchtigem Geruch. Ihre wässrige Lösung reagiert sauer. Die Polymerisationswärme beträgt −50 kJ·mol−1 bzw. −384 kJ·kg−1. Der Verteilungskoeffizient log Kow (Medium: Octanol-Wasser) beträgt 0,42.
Die Dämpfe von 2-Hydroxyethylmethacrylat können mit Luft (Flammpunkt 101 °C) ein explosionsfähiges Gemisch bilden, ab 375 °C tritt Selbstentzündung ein.

### Spektroskopie

#### NMR-Spektroskopie
Das 1H-NMR-Spektrum (gemessen in CDCl3) zeigt fünf Signale: δ: 1,90 (t, 3 H, Me, J = 1,3 Hz), 3,80 (t, 2 H, CH2O, J = 6,5 Hz), 4,25 (t, 2 H, CH2O, J = 6,5 Hz), 5,10 (t, 1H, =CH2, J = 1,3 Hz), 6,10 (s, 1H, =CH2) ppm. Wird in DMSO-d6 gemessen, so ist auch das Proton der Alkoholgruppe sichtbar und es ergeben sich sechs Signale.

#### IR-Spektroskopie
Charakteristische IR-Banden von HEMA (gemessen als Film zwischen KBr-Scheiben) sind u. a. die breite O-H-Streckschwingung der durch Wasserstoffbrückenbindungen gebildeten Assoziate um 3500 cm−1, die starken asymmetrischen C-H-Streckschwindungen bei ca. 2970 cm−1, die starke Bande bei ca. 1720 cm−1, welche mit der C=O-Streckschwingung (Ester) assoziiert ist und welcher sich bei ca. 1640 cm−1 die schmale, mittelstarke C=C-Streckschwingung der Vinylidengruppe anschließt. Insgesamt sind im IR-Spektrum alle Banden gut den funktionellen Gruppen zuzuordnen.

## Verwendung
2-Hydroxyethylmethacrylat wird als Reaktivverdünner bei der radikalischen Strahlenhärtung und als Comonomer für die Herstellung von Acrylharzen verwendet. Es wird auch zur Herstellung von Acryl-Polymeren (als PolyHEMA oder auch als Copolymer mit Methacrylsäure, Styrol, Methylmethacrylat, Butylacrylat und weiteren), die als Zahnfüllungskunststoffe, Kontaktlinsen, künstliche Fingernägel (hergestellt aus UV-Licht-gehärteten Acrylaten), in der Druckformherstellung (Druckindustrie) und in Acrylharz-Lacken verwendet werden. Otto Wichterle und Drahoslav Lím zeigten als erste, dass ein Hydrogel auf der Basis von Hydroxyethylmethacrylat sich als biokompatibles Material eignen könnte und ließen sich ein Verfahren zu deren Herstellung patentieren.

## Toxizität

### Toxikokinetik
HEMA wird in Säugetieren durch Esterasen schnell zu Ethylenglykol (EG) und Methacrylsäure (MAA) hydrolysiert. Letzte Metabolite sind CO2, welches abgeatmet wird und Oxalsäure, welche mit dem Urin ausgeschieden wird. Die geschätzte Halbwertzeit von HEMA im Säugetiermetabolismus liegt in der Größenordnung weniger Minuten.

#### Inhalative Toxizität
Die mögliche Inhalation von HEMA ist angesichts des niedrigen Dampfdrucks kein relevanter Expositionsweg, potentiell toxische Konzentrationen können so nicht erreicht werden.

#### Orale Toxizität
HEMA weist in Studien an Ratten eine geringe akute orale Toxizität auf. Verfügbare Studien geben durchweg einen oralen LD50 für Ratten von > 5.000 mg/kg KG an.
Der orale NOAEL-Wert für Ratten wird mit 30 mg/kg KG angegeben.

#### Dermale Toxizität
Bei Kaninchen wird der dermale LD50 in den verfügbaren Studien durchweg mit > 3.000 mg/kg KG angegeben.
Die Gefahr der Resorption toxischer Dosen beim Menschen scheint auch aufgrund der schnellen Metabolisierung von HEMA gering.

#### Sensibilisierung
HEMA wurde im Tierversuch und am Menschen als sensibilisierend eingestuft.

#### Gentoxizität und Mutagenität
Es liegen für HEMA sowohl positive, als auch negative Resultate in in vitro und in in vivo Mutagenitäts-/Genotoxizitätstests vor. Insgesamt wird es nach international anerkannten Kriterien als nicht mutagen eingestuft.

## Risikobewertung
Hydroxyethylmethacrylat wurde 2013 von der EU gemäß der Verordnung (EG) Nr. 1907/2006 (REACH) im Rahmen der Stoffbewertung in den fortlaufenden Aktionsplan der Gemeinschaft (CoRAP) aufgenommen. Hierbei werden die Auswirkungen des Stoffs auf die menschliche Gesundheit bzw. die Umwelt neu bewertet und ggf. Folgemaßnahmen eingeleitet. Ursächlich für die Aufnahme von Hydroxyethylmethacrylat waren die Besorgnisse bezüglich Verbraucherverwendung, hoher (aggregierter) Tonnage, hohes Risikoverhältnis (Risk Characterisation Ratio, RCR) und weit verbreiteter Verwendung sowie der Gefahren ausgehend von einer möglichen Zuordnung zur Gruppe der CMR-Stoffe und der vermuteten Gefahren durch sensibilisierende Eigenschaften. Die Neubewertung fand ab 2014 statt und wurde von Frankreich durchgeführt. Anschließend wurde ein Abschlussbericht veröffentlicht.